# Cage the Elephant
Cage the Elephant — американський рок-гурт, заснований в місті Боулінг-Грін 2006 року. Дебютний альбом Cage the Elephant вийшов в червні 2008 року на музичному лейблі Relentless Records.

## Склад
- Меттью Шульц — головний вокал, електрогітара
- Бред Шульц — електрогітара, клавішні
- Джаред Чемпіон — ударні
- Деніел Тіченор — бас-гітара

## Дискографія

### Студійні альбоми
- 2008 — Cage the Elephant
- 2011 — Thank You, Happy Birthday
- 2013 — Melophobia
- 2015 — Tell Me I'm Pretty
- 2019 — Social Cues